# Wicky (drank)
Wicky is een limonademerk dat sinds 1977 bestaat. 
BV Duneco was het familiebedrijf van Willem Jan Olthoff. Tijdens een familiebijeenkomst werd gedroomd over de mogelijkheden van een vruchtensapmerk voor kinderen. Zo ontstond Wicky.  De allereerste Wicky smaken waren appel en sinaasappel.
Eind jaren '80 is BV Duneco overgenomen door Liko BV, het latere Refresco. 
Wicky wordt verkocht in 200ml-pakjes met een rietje en  in 1,5-literpakken. De verkrijgbare smaken van Wicky Original zijn sinaasappel, aardbei, fruit, framboos, en appel. Naast Wicky Original is er een variant verkrijgbaar zonder suiker, genaamd Wicky Zonder Suiker. Sinds 2016 is er ook Wicky Water met fruit: water met een beetje fruitsap, een minder zoet drankje dat geen suiker en geen zoetstoffen bevat. 
Verder zijn onder de naam Wicky onder andere ijsthee, waterijsjes, zuiveldranken, en sportdranken op de markt.